# Мокранці
Мокранце (словац. Mokrance) — село в окрузі Кошиці-околиця Кошицького краю Словаччини. Площа села 23,41 км². Станом на 31 грудня 2016 року в селі проживало 1359 жителів.

## Географія
Протікають Чечейовецький потік і Мокранський потік.

## Історія
Перші згадки про село датуються 1317 роком.

## Населення
| Рік:            | 1994. | 2004.   | 2014.   | 2024.    |
| --------------- | ----- | ------- | ------- | -------- |
| Кількість осіб: | 1287  | 1345    | 1369    | 1563     |
| Різниця:        |       | +4,50 % | +1,78 % | +14,17 % |

| Рік:            | 2023. | 2024.   |
| --------------- | ----- | ------- |
| Кількість осіб: | 1513  | 1563    |
| Різниця:        |       | +3,30 % |